# Robin Schulz
Robin Alexander Schulz (művésznevén: Robin Schulz) (Osnabrück, Nyugat-Németország, 1987. április 28. –) német lemezlovas, zenei producer, 2015-ben Grammy-díjra jelölték.
Magyarországon is fellépett már, többek között a Balaton Soundon és a VOLT Fesztiválon is. 
több mint 12 milliárd megtekintése van az összes platformon, amin rajta van.
a Spotifyon 183. a világban. (2025 június)
összesen 5 albuma van:
- Prayer (2014). leghíresebb szám: Prayer in C - Lily Wood and the Prick, Robin Schulz
- Sugar (2015). leghíresebb szám: Sugar - Robin Schulz, Francesco Yates
- Uncovered (2017). leghíresebb szám: OK - Robin Schulz, James Blunt
- IIII (2021). leghíresebb szám: Speechless - Robin Schulz, Erika Sirola
- Pink (2023). leghíresebb szám: Young Right Now - Robin Schulz, Dennis Lloyd

## Díjak és jelölések

### DJ Magazinetop 100 DJs
| Év   | Pozicíó | Megjegyzés             | Forrás |
| ---- | ------- | ---------------------- | ------ |
| 2015 | 89      | Új belépő              | [ 2 ]  |
| 2016 | 69      | 20 helyet előre lépett | [ 2 ]  |
| 2017 | 76      | 7 helyet lecsúszott    | [ 2 ]  |
| 2018 | 60      | 16 helyet előre lépett | [ 2 ]  |
| 2019 | 82      | 22 helyet lecsúszott   | [ 2 ]  |
| 2020 | 99      | 17 helyet lecsúszott   | [ 2 ]  |

### Grammy Awards
| Év   | Jelölés címe                 | Díj                                     | Megjegyzés |
| ---- | ---------------------------- | --------------------------------------- | ---------- |
| 2015 | "Waves" (Robin Schulz Remix) | Legjobb remix felvétel - nem klasszikus | Jelölve    |